# Bandera de San Vicente y las Granadinas
La bandera nacional de San Vicente y las Granadinas (en inglés: Flag of Saint Vincent and the Grenadines)  fue adoptada el 21 de octubre de 1985. Es una bandera compuesta por tres franjas verticales de color azul (la más próxima al mástil), amarilla (la central) y verde (la exterior). La franja amarilla es de doble anchura respecto a las otras dos y contiene, en su parte central la letra “V”, formada con tres losanges (rombos o diamantes) verdes, dos situados en los extremos y el tercero en el centro.

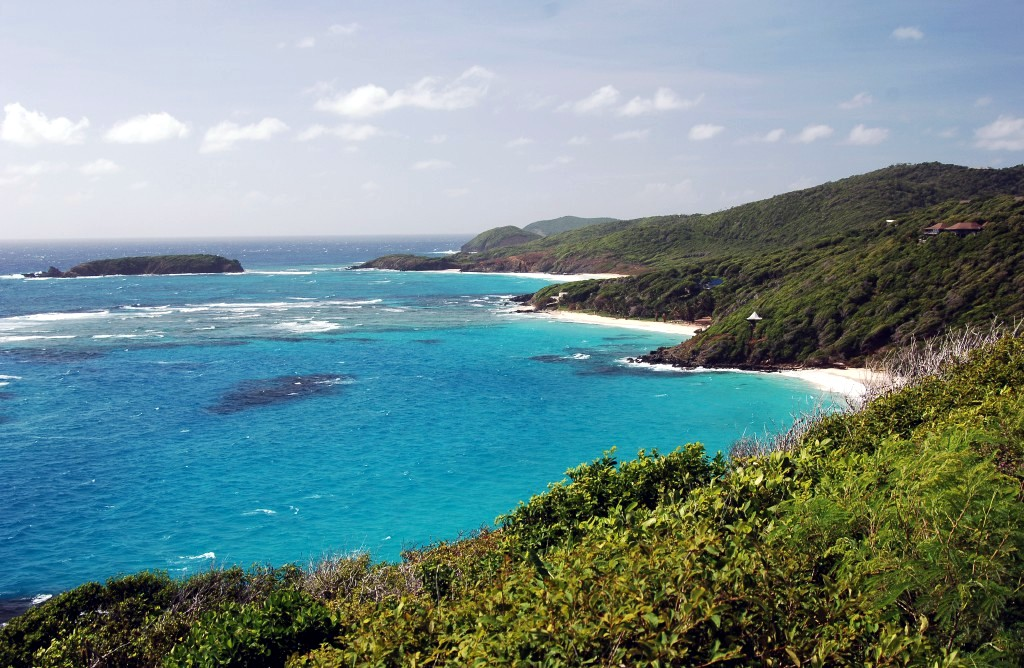
Los colores del paisaje que se pueden encontrar en la bandera nacional

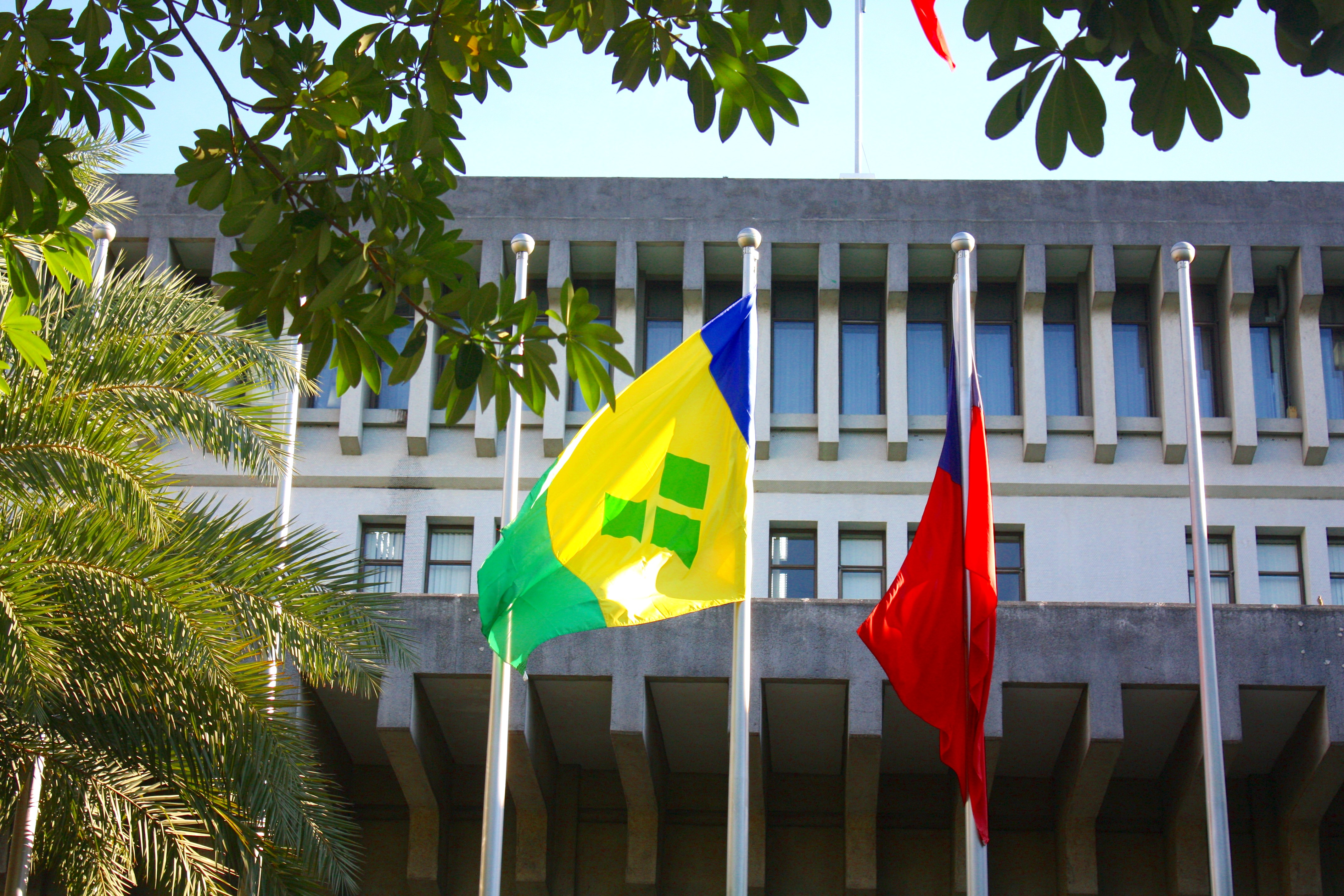
La bandera de San Vicente y las Granadinas frente al Ministerio de Relaciones Exteriores de Taiwán en Taipéi

Tanto la proporción de 2:3 de la bandera, y el uso de una bandera para todas las actividades de soberanía nacional es bastante inusual para una excolonia británica.

## Simbolismo
Los rombos o diamantes verdes forman la letra “V”, inicial de San Vicente que da nombre al país. El color verde representa la vegetación exuberante y la agricultura de San Vicente y la permanente vitalidad de su población. Este color también alude al término que define a San Vicente y las Granadinas como “las gemas de las Antillas”. El color azul simboliza al cielo y el mar que rodea a las islas. Y el amarillo o dorado representa la cordialidad, el espíritu alegre de sus habitantes y las doradas playas de las Granadinas. 
La bandera de San Vicente y las Granadinas también es conocida por el nombre de “las Gemas”.

## Historia
La soberanía sobre San Vicente cambió de manos entre los franceses y los británicos durante el siglo XVIII. Esto continuó hasta 1783, cuando la paz de París vio a Francia renunciar permanentemente a la isla al Reino Unido, y San Vicente finalmente se convirtió en una colonia de la corona dentro del Imperio Colonial de este último. Durante este período, utilizó una enseña azul británica desfigurada con el escudo de armas de los territorios como bandera. El escudo inicialmente consistía en dos mujeres vestidas de rosa y azur a la romana, la de la derecha sosteniendo una rama de olivo de sinople y la de la izquierda sosteniendo un plato de las balanzas de la justicia y arrodillada ante un altar de oro situado entre ambas. Este diseño fue revisado en 1907, con el color del cabello de las mujeres cambió a rubio y las manos cerradas se convierten en un ojo. Posteriormente, la isla se unió a la Federación de las Indias Occidentales en 1958 y siguió siendo parte de esta unión política hasta 1962. El 27 de octubre de 1969, siete años después de que la federación se disolviera, San Vicente se convirtió en un estado asociado, y adoptó la enseña azul antes mencionada como su bandera oficial.
Cuando San Vicente se convirtió en un país independiente el 27 de octubre de 1979, se eligió una bandera diseñada por la nativa vincentina Elaine Liverpool para ser la bandera nacional. Esta consistía en una tribanda azul, oro y verde separada por dos bordes blancos delgados, y la banda central cargada con el escudo de armas del país en una hoja de fruta de pan, que había sido introducido en la isla por William Bligh. Sin embargo, este diseño pronto demostró ser complicado y costoso de fabricar, con la hoja de fruta del pan difícil para reconocer desde lejos. Después de que el nuevo Partido Demócrata salió victorioso en las elecciones de 1984, el nuevo primer ministro James Fitz-Allen Mitchell buscó rediseñar la bandera. Se realizó un concurso a nivel nacional, pero resultó en un punto muerto después de que ninguna entrada se considerara adecuada. Consecuentemente, Julien Van der Wal - un artista gráfico de Suiza que también diseñó la bandera del cantón de Ginebra y pictogramas para los Juegos Olímpicos - tenía la tarea de modificar la bandera. Se le instruyó a "modernizar la bandera original, mantener los mismos colores y respetar el simbolismo". Mientras tanto, los bordes blancos se eliminaron del diseño en desuso en marzo de 1985.
El diseño de Van der Waals vio las armas y la hoja de fruta del pan sustituido por tres diamantes agrupados en forma de "V". A pesar de estos cambios, el significado detrás de los colores permaneció igual. La nueva bandera fue adoptada formalmente por el gobierno el 12 de octubre de 1985. Hay cierta discrepancia cuando se levantó oficialmente por primera vez. El periódico nacional de las islas, The Vincentian (en español: El Vicentino), sostiene que esto tuvo lugar durante una ceremonia en el War Memorial (en español: Monumento a la Guerra) en la capital Kingstown el 21 de octubre. Por su parte, Whitney Smith en la Encyclopædia Britannica (en español: Enciclopedia Británica) afirma que se planteó por primera vez un día después (22 de octubre). La bandera – que ocasionalmente se ha denominado "las gemas" –  se utiliza "para todos los fines", sin distinción entre enseñas civiles, estatales y navales.

## Banderas Históricas

Bandera colonial (1877-1907)
Bandera colonial (1907-1979)
1979-1985
De marzo a octubre de 1985
Bandera de uso no oficial de San Vicente y las Granadinas desde 1969

## Otras banderas
La isla Bequia utiliza una bandera no oficial en donde aparece una ballena de color negro sobre un fondo blanco, remembrando la caza de ballenas que cuenta con una larga historia en esa isla.

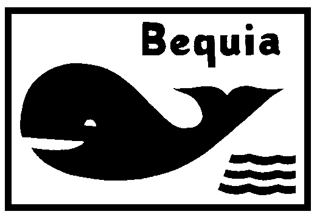
Bandera de Bequia